# Pierre-Yves Bon
Pierre-Yves Bon est un acteur, dramaturge et metteur en scène français.

## Biographie
Pierre-Yves Bon prend goût au métier d'acteur et à l'art dès sa jeunesse, étant fréquemment filmé par son grand-père. Il commence le théâtre au collège et le continue au lycée Anna Judic de Semur-en-Auxois en Côte-d'Or. Il apparaît en 2007 dans son premier long-métrage, À l'improviste, d'Alain Bardet. Après l'obtention de son Baccalauréat littéraire, il se forme au cours Florent de 2008 à 2012,. En parallèle, Bon fait ses débuts théâtraux dans l'adaptation de la pièce Les Précieuses ridicules qui se joue à Semur. En 2010, il met en scène sa création, Mise en image.
Il se tourne vers le petit écran à la fin des années 2000. En 2008, il obtient son premier rôle dans La Reine et le Cardinal, téléfilm franco-italien, où il interprète un jeune bourgeois. Il joue dans le dernier épisode de la série Boulevard du Palais, en 2015.
Il obtient petit à petit des rôles dans des séries télévisées de premier plan telles que Le Sang de la vigne, Caïn ou Mongeville. En 2018, il est l'un des acteurs principaux du téléfilm Les Enfants du secret,,. L'année suivante, il joue Cléante dans l'adaptation du Malade imaginaire de Molière par Daniel Auteuil,. Bon est également tête d'affiche du téléfilm Meurtres dans le Jura.

## Filmographie

### Cinéma
- 2007 : À l'improviste d'Alain Bardet : François Xavier

### Télévision
- 2008 : La Reine et le Cardinal de Marc Rivière : un jeune bourgeois
- 2012 : RIS police scientifique : Adrien Osmont (saison 8, épisode 9 : Eaux troubles)
- 2014 : Alice Nevers : Le juge est une femme : Gilles Dumont / Julien Madek (saison 4, épisode 8 : D'entre les morts)
- 2015 : No Limit : Doud (saison 3, épisodes 3-4-5-6)
- 2015 : Boulevard du Palais : Pascal Gallot (saison 17, épisode 2 : Les fantômes n'ont pas de mémoire)
- 2015 : Le Sang de la vigne : Rudy (saison 6, épisode 3 : Pour qui sonne l'angélus ?)
- 2016 : Caïn : Thomas Corsini (saison 4, épisode 7 : Justice 2.0)
- 2016 : Léo Matteï, Brigade des mineurs : Kevin Maillard (saison 4, épisode 4 : Délit de naissance)
- 2016 : Mongeville : Charlie (saison 3, épisode 5 : Faute de goût)
- 2017 : Agathe Koltès : Antoine Gourdeau (saison 1, épisode 5 : Bain fatal)
- 2017 : Le Prix de la vérité d'Emmanuel Rigaut : Virgile Caron
- 2018 : Joséphine, ange gardien : Cédric (saison 18, épisode 3 : Un pour tous)
- 2018 : Candice Renoir : Ludovic Cory (saison 6, épisode 8 : À la guerre comme à la guerre)
- 2018 : Les Enfants du secret de David Morley : Pierre Danrémont
- 2019 : Meurtres dans le Jura d'Éric Duret : Eymeric Massoni-Tournault
- 2020 : La Garçonne de Paolo Barzman : Émile (mini-série)
- 2021 : Section de recherches : Alexandre Barrier (saison 14, épisode 1 : Mémoire trouble)
- 2021 : Jugée coupable : Capitaine Clément Neuville (mini-série)
- 2023 : Piste noire : Boris Arnoux (mini-série)
- 2024 : Tom et Lola : Tom Serino (série)

## Théâtre
- 2008 : Les Précieuses ridicules de Molière, mise en scène de Pierre Charbonnel
- 2010 : Mise en image de lui-même
- 2013 : Rêves de Wajdi Mouawad, mise en scène de James Borniche
- 2015 : Les Cartes du pouvoir de Beau Willimon, mise en scène de Ladislas Cholat (tournée)
- 2017 : La Reine Margot de Alexandre Dumas, mise en scène de Hugo Bardin
- 2018 : Les Inséparables, de Stephan Archinard et François Prévôt-Leygonie, mise en scène de Ladislas Cholat
- 2019 : Le Malade imaginaire de Molière, mise en scène de Daniel Auteuil
- 2023 : Big Mother, écriture et mise en scène de Mélody Mourey